# Žofia Hruščáková
Žofia Hruščáková, née le 12 janvier 1995 à Košice, est une joueuse slovaque de basket-ball.

## Biographie
Elle se révèle précocement en disputant l'Euro U16 de 2009, avec des années d'avance pour des statistiques de 9,3 points et 6.8 rebonds, puis l'été suivant l'Euro U18 avec trois ans d'avance pour 5,6 points et 5 rebonds. De retour avec les U16 en 2011, elle s'impose comme une des meilleures joueuses du tournoi avec 16,4 points et 10.4 rebonds, puis rejoint les U20 avec 7.4 rebonds par rencontre.
Elle joue la saison 2011-2012 avec le club slovaque de Dannax Sport Košice pour 9.2 points et 5.9 rebonds en championnat de Slovaquie. L'été venue, elle participe au championnat U18 pour 14,0 points et 10.6 rebonds et enchaîne avec les U20 pour 9.9 points et 7 rebonds. Elle s'engage avec le club phare de Good Angels Košice (8.1 points et 4.4 rebonds) qui remporte le championnat 2013 et découvre l'Euroligue où le club atteint la Finale à huit et l'été venu, elle participe une nouvelle fois au championnat U20 avec des statistiques de 9.7 points et 7.8 rebonds.
La saison 2013-2014 (10.8 points et 5.1 rebonds en championnat, 3.4 points et 3,0 rebonds en Euroligue) lui apporte un nouveau titre national. Durant l'été, elle est élue dans le meilleur cinq du championnat U20 avec ses 15.6 points et 7.3 rebonds. La saison 2014-2015 (11.1 points et 6.0 rebonds en championnat, 4.1 points et 3.6 rebonds en Euroligue) lui apporte un titre national de plus. En mai 2015, elle est sélectionnée en 24e choix lors de la draft WNBA par le Mercury de Phoenix. Durant l'année 2014, elle fait ses débuts avec l'équipe nationale pour les qualifications du championnat d'Europe avec 11,0 points et 7.2 rebonds, puis 9.3 points et 5.8 rebonds en 23 minutes lors de l'Euro 2015.
Pour sa dernière saison à Kosice, elle remporte pour la quatrième fois le championnat et la coupe de Slovaquie avec 10.1 points et 6.1 rebonds en championnat national ainsi 5.9 points et 3.6 rebonds en 19 minutes en Euroligue. Pour la saison 2016-2017, Žofia Hruščáková rejoint Uni Gyor et le championnat hongrois 11.5 points et 5.6 rebonds in 23 minutes, ainsi que 9.7 points et 5.6 rebonds en 27 minutes en Euroligue, avec notamment 18 points et 8 rebonds face à Mersin. Elle commence la saison 2017-2018 avec le club italien de Dike Napoli (11 points à 54 % de réussite aux tirs et 6.3 rebonds) mais rejoint dès décembre Famila Schio (8.5 points et 5.6 rebonds in 23 minutes en championnat), club avec lequel elle remporte le titre national mais atteint aussi les quarts de finale de l'Euroligue (4.7 points et 3.5 rebonds). Elle y fait équipe avec les françaises Endy Miyem et Isabelle Yacoubou sous les ordres de Pierre Vincent. En mai 2018, elle s'engage avec le club français des Flammes Carolo. Ses moyenne avec Charleville sont de 10.5 points et 5.2 rebonds pour la première participation du club ardennais à l'Euroligue, puis 14,0 points et 7,0 rebonds en Eurocoupe. En LFB, ses statistiques sont de 8,0 points et 4,0 rebonds, le club étant également finaliste de la coupe de France. Elle signe pour 2019-2020 son retour en Hongrie à Győr.
En 2022, elle effectue son retour en LFB aux Flammes Carolo pour pallier l'absence d'Aby Gaye, mais elle doit elle-même se faire opérer du genou après une seule rencontre.

## Club
- 2011-2012 :  Dannax Sport
- 2012-2016 :  Košice
- 2016-2017 :  Győr
- 2017-2017 :  Dike Napoli
- 2017-2018 :  Famila Schio
- 2018-2019 :  Flammes Carolo basket
- 2019- :   Győr
- 2022- :  Flammes Carolo basket

## Palmarès

### Sélection nationale
- Médaillée de bronze à l'Euro U16 (Div. B) en 2009

### En club
- Championne d'Italie en 2018
- Championne de Slovaquie en 2013, 2014, 2015 et 2016
- Vainqueur de la Coupe de Slovaquie en 2013, 2014, 2015 et 2016

### Distinction personnelle
- Meilleur cinq du championnat d'Europe U20 2014[5]